# Řád vestfálské koruny

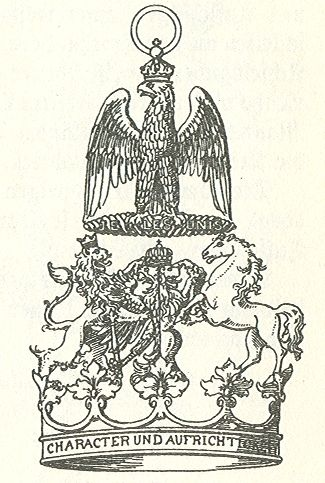
Odznak řádu.

Řád vestfálské koruny byl vestfálský záslužný řád. Založil ho roku 1809 vestfálský král Jérôme Bonaparte. Řád zanikl po rozpadu Vestfálského království po bitvě u Lipska roku 1813.

## Vzhled řádu
Odznakem je zlatá koruna, na níž stojí proti sobě vztyčený kůň (znak Hannoverska) a korunovaný lev (znak Hesenska). Mezi nimi pak stojí poloviční orlice spojená s polovičním lvem. Tato figura je korunovaná. Nad všemi těmito zvířaty se pak nachází korunovaná napoleonská orlice. Na dolním konci koruny je vyryto heslo CHARAKTER UND AUFRICHTIGKEIT (Charakter a upřímnost).
Hvězda je stříbrná a šesticípá, stuha pak tmavomodrá.
Císař Napoleon I., bratr vestfálského krále Jérôma, se o bratrově řádu vyjádřil, že řád obsahuje příliš mnoho zvířat.

## Dělení
Řád se dělil na tři třídy:
- velkokomandér – velkostuha, hvězda a řetěz
- komandér – u krku
- rytíř – na prsou